# Arena Football League 2013
Die Arena-Football-League-Saison 2013 war die 26. Saison der Arena Football League (AFL). Ligameister wurden die Arizona Rattlers, die die Philadelphia Soul im ArenaBowl XXVI bezwangen.

## Teilnehmende Mannschaften
| Anzahl Mannschaften | 14                                                     |
| ------------------- | ------------------------------------------------------ |
| Neu in der Liga     | -                                                      |
| Ausgeschieden       | Milwaukee Mustangs, Georgia Force, Kansas City Command |

## Regular Season
| American Conference   |    |    |      |          |
| East Division         |    |    |      |          |
| Team                  | S  | N  | Heim | Auswärts |
| x-Philadelphia Soul   | 12 | 6  | 5–4  | 7–2      |
| Cleveland Gladiators  | 4  | 14 | 3–6  | 1–8      |
| Pittsburgh Power      | 4  | 14 | 1–8  | 3–6      |
| South Division        |    |    |      |          |
| Team                  | S  | N  | Heim | Auswärts |
| x-Jacksonville Sharks | 12 | 6  | 6–3  | 6–3      |
| y-Orlando Predators   | 7  | 11 | 4–5  | 3–6      |
| y-Tampa Bay Storm     | 7  | 11 | 2–7  | 5–4      |
| New Orleans VooDoo    | 5  | 13 | 3–6  | 2–7      |
| National Conference   |    |    |      |          |
| Central Division      |    |    |      |          |
| Team                  | S  | N  | Heim | Auswärts |
| x-Chicago Rush        | 10 | 8  | 3–5  | 7–3      |
| San Antonio Talons    | 10 | 8  | 4–5  | 6–3      |
| Iowa Barnstormers     | 6  | 12 | 2–7  | 4–5      |
| West Division         |    |    |      |          |
| Team                  | S  | N  | Heim | Auswärts |
| x-Arizona Rattlers    | 15 | 3  | 8–1  | 7–2      |
| y-Spokane Shock       | 14 | 4  | 7–2  | 7–2      |
| y-San Jose SaberCats  | 13 | 5  | 8–2  | 5–3      |
| Utah Blaze            | 7  | 11 | 4–5  | 3–6      |

Siege, Niederlage, x-Division Titel, y-Playoffs erreicht

## Playoffs
| Viertelfinale | Viertelfinale | Viertelfinale |    |              | Halbfinale | Halbfinale | Halbfinale |  |  | ArenaBowl XXVI | ArenaBowl XXVI | ArenaBowl XXVI |
|               |               |               |    |              |            |            |            |  |  |                |                |                |
| 1             | Jacksonville  | 69            |    |              |            |            |            |  |  |                |                |                |
| 4             | Tampa Bay     | 62            |    |              |            |            |            |  |  |                |                |                |
| 4             | Tampa Bay     | 62            | 1  | Jacksonville | 59         |            |            |  |  |                |                |                |
|               |               |               | 1  | Jacksonville | 59         |            |            |  |  |                |                |                |
|               | 2             | Philadelphia  | 75 |              |            |            |            |  |  |                |                |                |
| 2             | 2             | Philadelphia  | 75 | Philadelphia | 59         |            |            |  |  |                |                |                |
| 2             |               |               |    | Philadelphia | 59         |            |            |  |  |                |                |                |
| 3             | Orlando       | 55            |    |              |            |            |            |  |  |                |                |                |
| 3             | Orlando       | 55            | 2  | Philadelphia | 39         |            |            |  |  |                |                |                |
|               |               |               |    | Philadelphia | 39         |            |            |  |  |                |                |                |
|               | 1             | Arizona       | 48 |              |            |            |            |  |  |                |                |                |
| 1             | 1             | Arizona       | 48 | Arizona      | 59         |            |            |  |  |                |                |                |
| 1             |               |               |    | Arizona      | 59         |            |            |  |  |                |                |                |
| 4             | San Jose      | 49            |    |              |            |            |            |  |  |                |                |                |
| 4             | San Jose      | 49            | 1  | Arizona      | 65         |            |            |  |  |                |                |                |
|               |               |               | 1  | Arizona      | 65         |            |            |  |  |                |                |                |
|               | 3             | Spokane       | 57 |              |            |            |            |  |  |                |                |                |
| 2             | 3             | Spokane       | 57 | Chicago      | 47         |            |            |  |  |                |                |                |
| 2             |               |               |    | Chicago      | 47         |            |            |  |  |                |                |                |
| 3             | Spokane       | 69            |    |              |            |            |            |  |  |                |                |                |

### ArenaBowl XXVI
Der ArenaBowl XXVI wurde am 17. August 2013 im Amway Center in Orlando, Florida ausgetragen. Das Spiel verfolgten 12.039 Zuschauer.

## Regular Season Awards
| Award                | Gewinner     | Position    | Team          |
| -------------------- | ------------ | ----------- | ------------- |
| Most Valuable Player | Erik Meyer   | Quarterback | Spokane Shock |
| Coach Of The Year    | Bob McMillen | Head Coach  | Chicago Rush  |

## Zuschauertabelle
| Team                 | Zuschauerschnitt |
| -------------------- | ---------------- |
| Arizona Rattlers     | 9.158            |
| Chicago Rush         | 4.330            |
| Cleveland Gladiators | 7.892            |
| Iowa Barnstormers    | 7.556            |
| Jacksonville Sharks  | 9.225            |
| New Orleans VooDoo   | 4.969            |
| Orlando Predators    | 11.838           |
| Philadelphia Soul    | 9.075            |
| Pittsburgh Power     | 5.865            |
| San Antonio Talons   | 7.715            |
| San Jose SaberCats   | 9.096            |
| Spokane Shock        | 9.296            |
| Tampa Bay Storm      | 11.779           |
| Utah Blaze           | 6.409            |
| Ligadurchschnitt     | 8.195            |